# (466338) 2013 RD29
(466338) 2013 RD29 es un asteroide perteneciente al cinturón de asteroides, descubierto el 28 de septiembre de 2009 por el equipo Spacewatch desde el Observatorio Nacional de Kitt Peak (Arizona, Estados Unidos).